# Édouard Crémieux
Pour les articles homonymes, voir Crémieux.
Édouard Crémieux né à Marseille le 21 janvier 1856 et mort en déportation en mai 1944 à Auschwitz, est un peintre français.

## Biographie
Édouard Salomon Crémieux est le fils de Saul Appolon Crémieux et de Léontine Alphen. Le 16 août 1894, il se marie avec Adrienne Sarah Ester Padova, dite Édith Crémieux, née le 30 janvier 1870 à Marseille. Ils ont trois fils : Albert Crémieux, médecin (1895-1963), Henri Crémieux, comédien (1896-1980) et Gustave Saul Gabriel Crémieux (1903-1925).
Élève de Guindon, de Fernand Cormon à l'École des Beaux-Arts de Paris, puis de Tony Robert-Fleury, il revient à Marseille où il s'impose comme un des maîtres de l'école provençale. Il expose au salon de l'association des artistes provençaux et au salon rhodanien. Il obtient de nombreux prix. Les musées de Digne, Hyères, Marseille et Cassis possèdent certaines de ses toiles. En 1892, il obtient une mention honorable au Salon des artistes français puis, en 1897, une médaille de 3e classe.
Juif, il est déporté par le convoi no 72 en date du 29 avril 1944 du camp de Drancy vers Auschwitz et est assassiné à son arrivée au camp d'Auschwitz en mai 1944, ainsi que sa femme, Adrienne Padova. Son fils, Albert Crémieux, déporté par le même convoi, survit à la Shoah.
Sa dernière adresse est au 255, rue Paradis à Marseille,

## Œuvres
- Marseille : 
  - Musée des Beaux-Arts de Marseille : Au cabanon[4], Nature morte aux poissons[5],
  - Musée d'histoire de Marseille : Poissonnières aux halles Delacroix
- Musée de la Castre Cannes : La Corniche à Marseille[6],
- Musée d'art de Toulon : La Gare de Saint-Menet à Aubagne[7],
- Musée Muséum départemental des Hautes-Alpes Gap : Entrée de pêcheurs au port de Cassis,
- Pinacothèque nationale d'Athènes : L'Étang de Berre[8].
- Collections privées :
  - Cassis vu de l'ancien chemin des lombards, 1936, huile sur toile, 130 × 81 cm[9]

Œuvres d'Édouard Crémieux
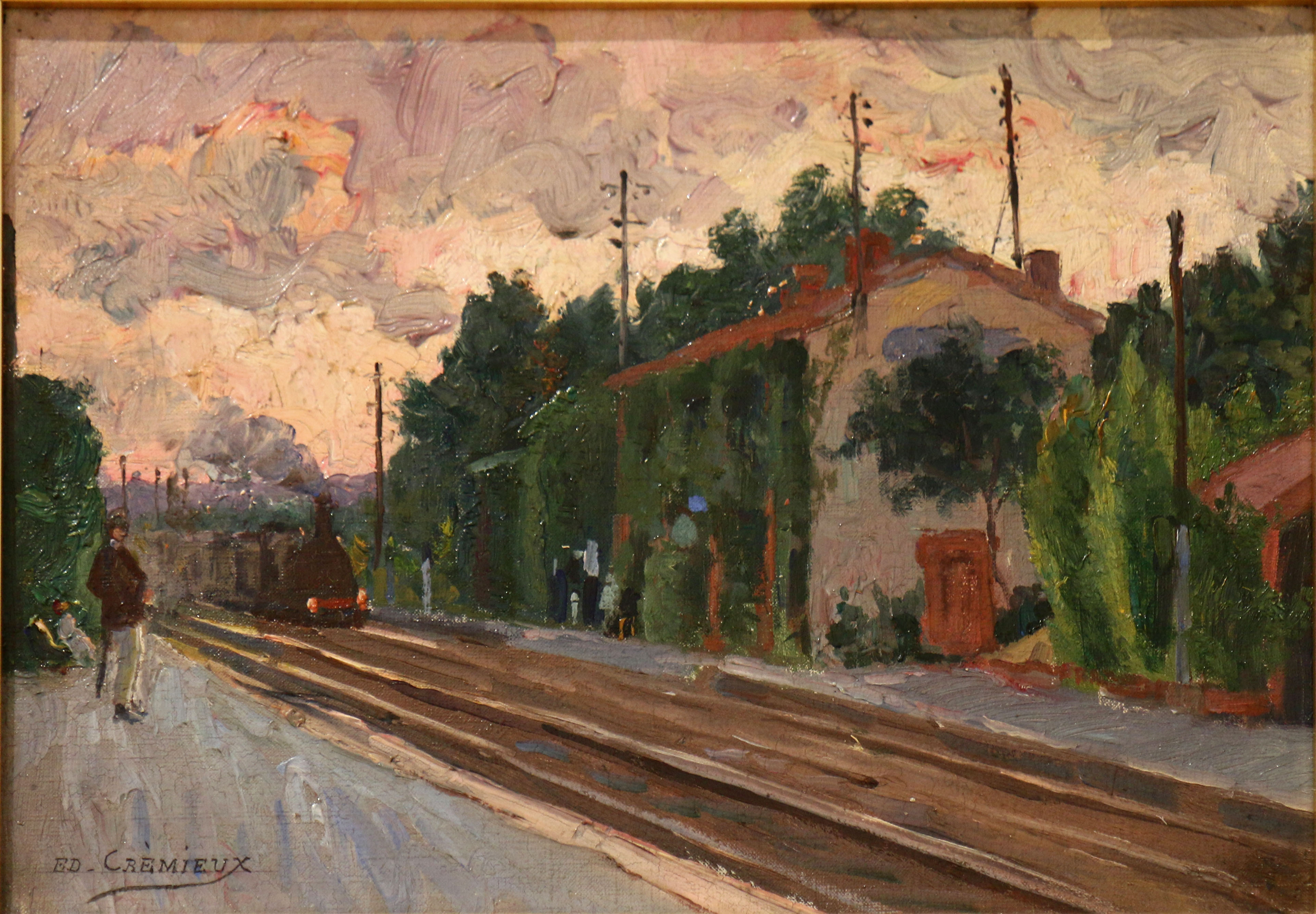
La Gare Saint-Menet à Aubagne.
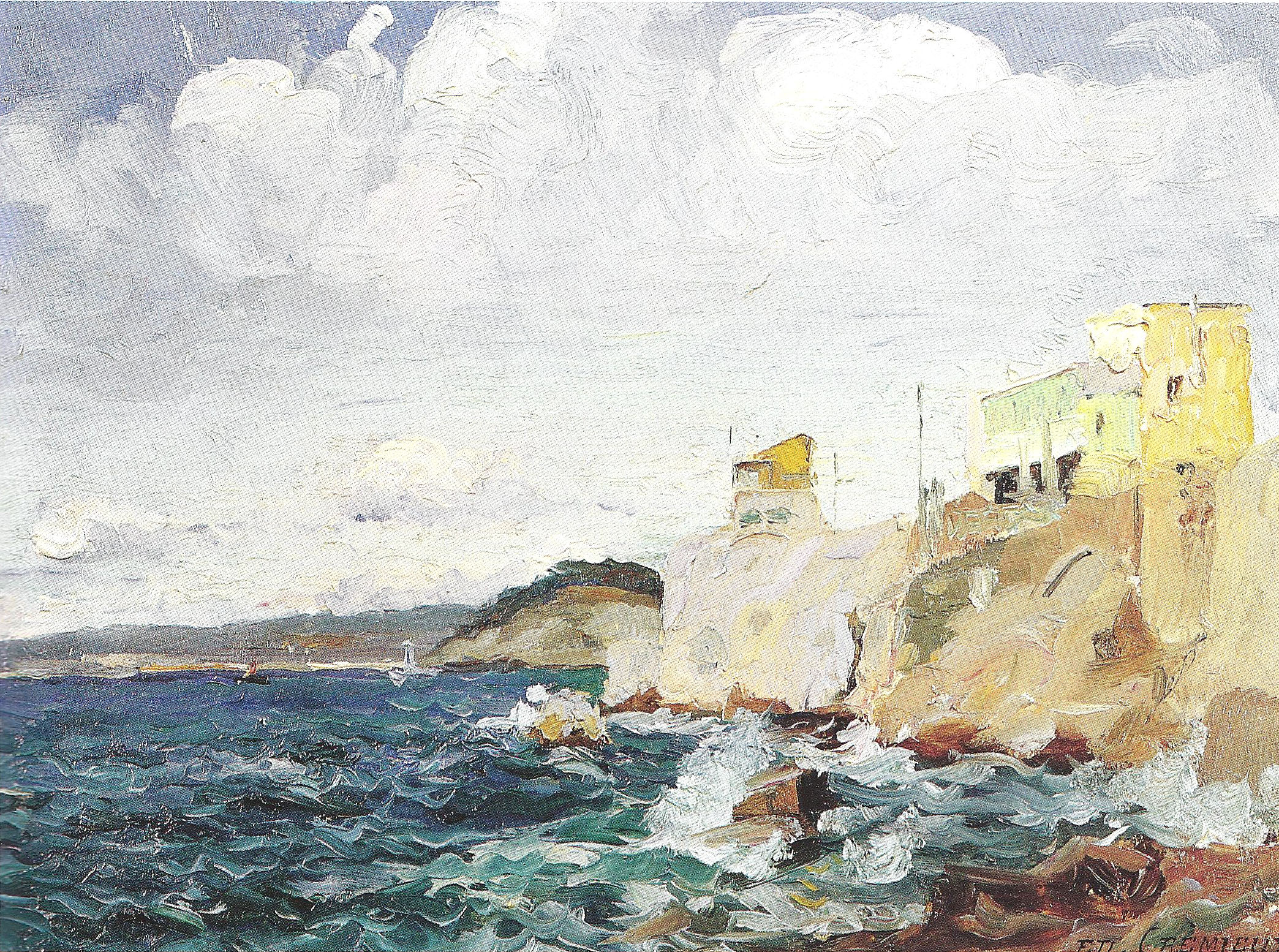
La Corniche à Marseille.
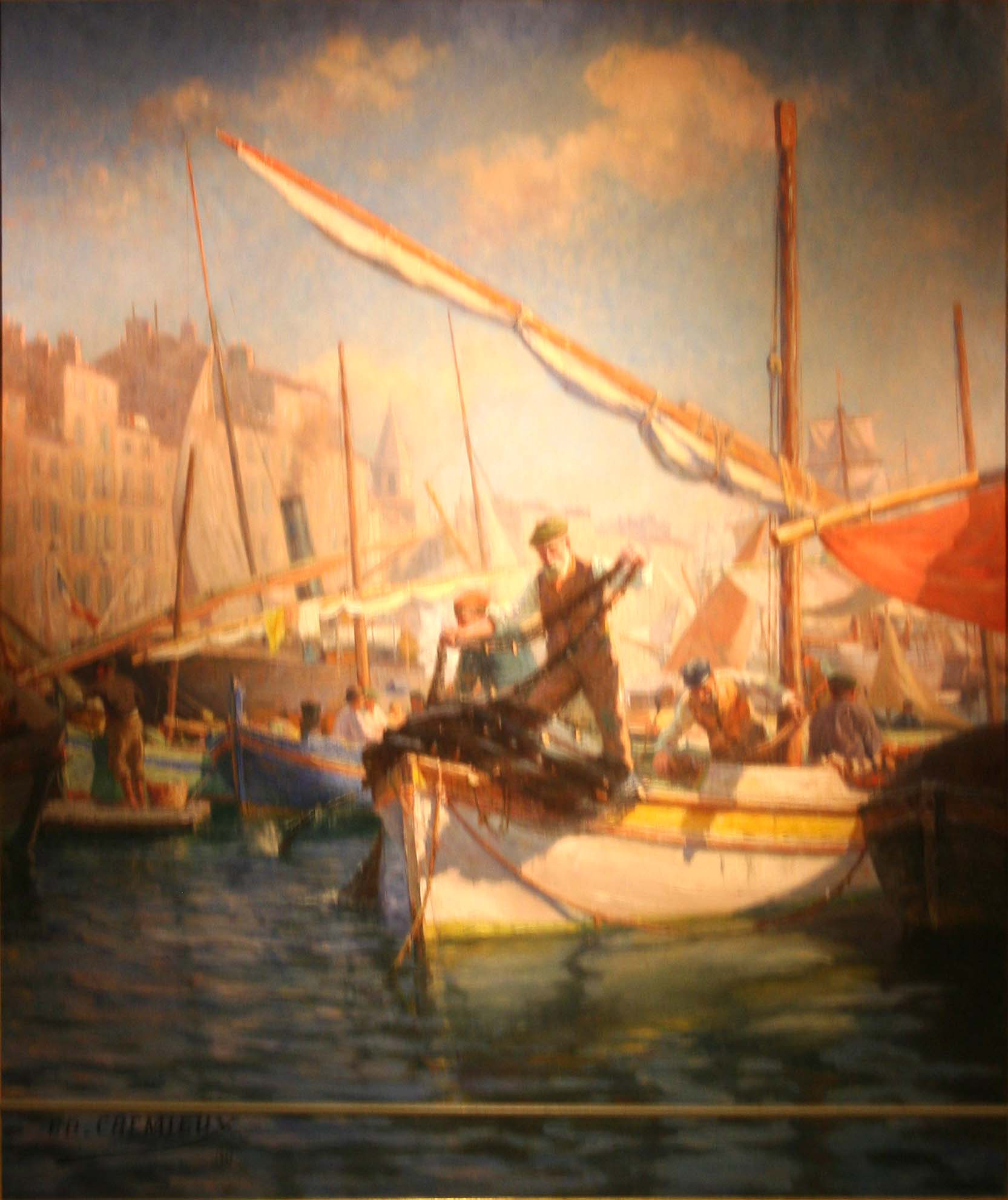
Arrivée de pêcheurs au port de Cassis.
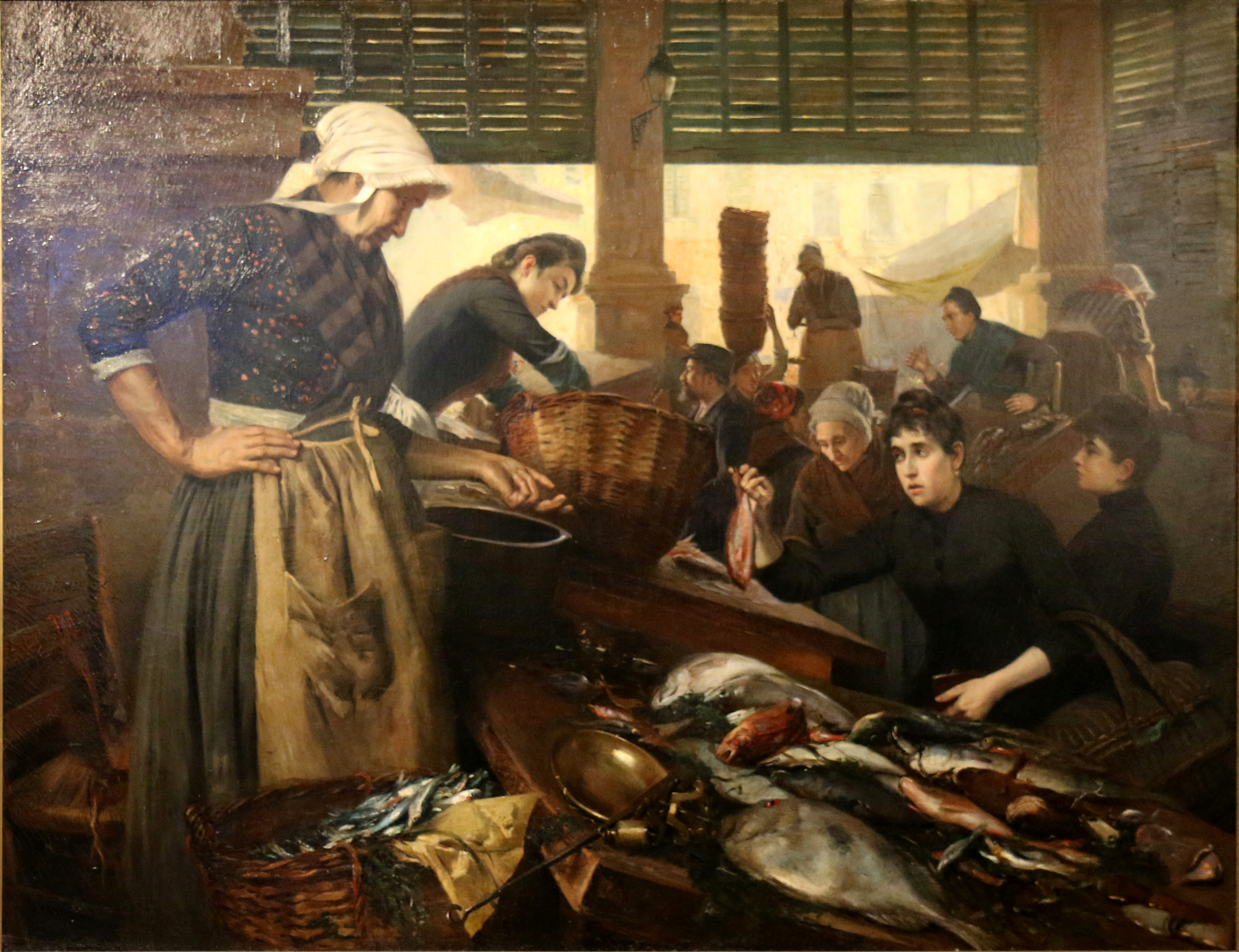
Poissonnières aux halles Delacroix à Marseille.

## Pour approfondir